# Толины

Предлагаемая формула субструктуры толинов Титана

Толины (от др.-греч. θολός — мутный, неясный) — органические вещества, линии поглощения которых обнаружены в спектрах многих ледяных тел внешней Солнечной системы. Считается, что они представляют собой смесь различных органических сополимеров, образованных в атмосфере из простых органических соединений, таких как метан и этан, под действием ультрафиолетового излучения Солнца. Как полагают, толины являются химическими предшественниками жизни. Толины не образуются естественным образом на Земле на её современном этапе развития. Обычно обладают красновато-коричневым или коричневато-оранжевым оттенком. Масса молекул толинов в атмосфере Титана достигает 8000 а. е. м., для сравнения масса молекул ДНК от около 995,000 а. е. м. (в 124 раза больше) до 109 а. е. м., а пептидов до ~10 000 а. е. м., однако, в отличие от них, толины являются более простыми, так как не формируются в присутствии кислорода, то есть не содержат данного элемента, имея общую формулу CxHyNz.
Термин «толин» был введен астрономом Карлом Саганом, чтобы описать вещество, полученное им в экспериментах Миллера — Юри с газовыми смесями, присутствующими в атмосфере Титана. Данный термин не является определённо согласованным, но в целом часто употребляется для описания красноватых органических компонентов на планетарной поверхности.

## Происхождение и нахождение

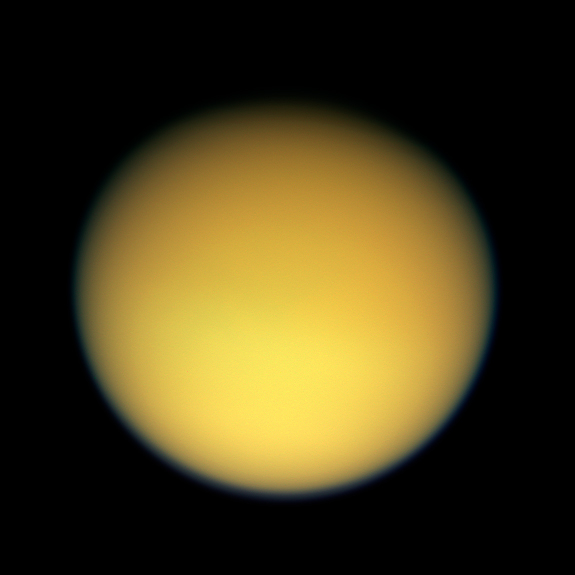
Мутная дымка оранжеватого цвета в атмосфере Титана, содержащая толины. Фотография в натуральных цветах зонда «Кассини».

«Титановые толины» и «тритоновые толины» являются органическим веществом с высоким содержанием азота, образовавшимся в результате облучения газовой смеси азота и метана, так как подавляющая часть атмосферного состава в обоих случаях приходится именно на азот, с небольшой примесью метана и пренебрежимо малой долей следов других газов. Этот атмосферный тип толинов отличается от «ледяных толинов», образующихся при облучении клатратов воды и органических соединений, таких как метан или этан. Плутино Иксион обладает данным составом в высокой степени.
Поверхности комет, кентавров и некоторых ледяных лун внешней Солнечной системы, таких как Тритон или Умбриэль, содержат залежи разновидностей как атмосферного типа толинов («титановых» и «тритоновых»), так и ледяных толинов. Некоторые транснептуновые объекты, такие как Седна, некоторые объекты из пояса Койпера, такие как Орк или Макемаке, и некоторые плутино, как (38628) Huya, содержат толины. В кольцах Сатурна имеются следы примесей толинов в водяном льде.
Мутность и оранжево-красный цвет поверхности кентавров предположительно вызваны наличием толинов.

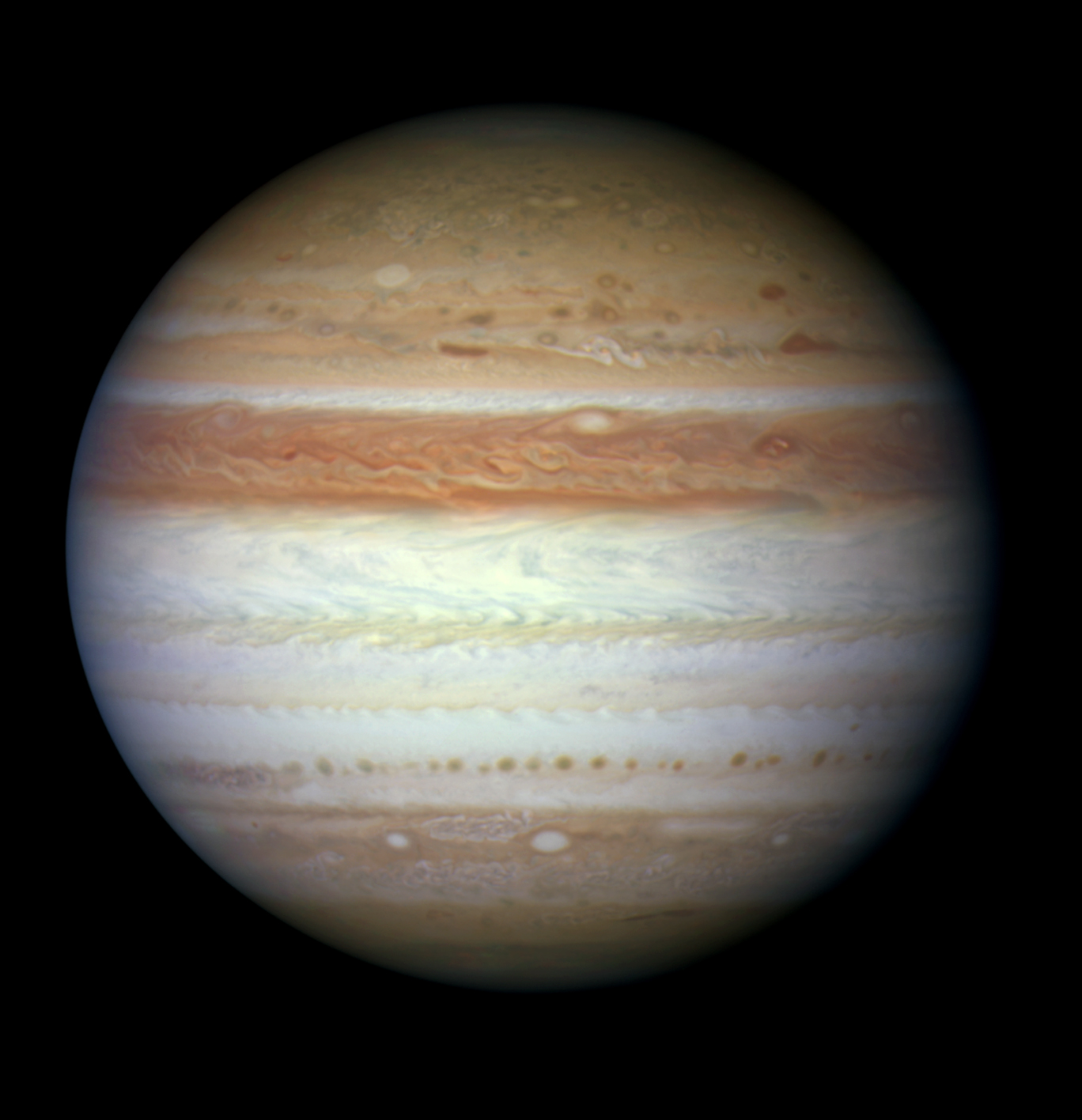
Коричневатый оттенок некоторых участков атмосферы Юпитера может быть вызван наличием толинов. Фотография в натуральных цветах в видимом свете телескопа «Хаббл».

В результате эксперимента, проведённого Карлом Саганом и (довольно тривиально) симулирующего нижние слои атмосферы Юпитера, в ней предполагается наличие толинов. Ранее высказывались предположения о наличии толинов как в атмосфере Юпитера, так и СатурнаС. 296. На галилеевых спутниках Ганимеде и Каллисто предполагается наличие некоторого количества толинов на поверхности по результатам миссии КА «Галилео».
Некоторые исследователи предполагают, что на развитие жизни на Земле на ранней стадии, возможно, повлияли кометы с высоким содержанием толинов, занёсшие сырьевой материал, необходимый для развития жизни, см. также Эксперимент Миллера — Юри, занимающийся данной проблемой. Следует заметить, что в эксперименте применялось напряжение до 60 кВ, в то время как напряжение молний в атмосфере Земли может достигать 1 ГВ, а молнии на Юпитере могут превышать энергию самых мощных земных в 10 раз. На современном этапе развития, начиная с кислородной революции около 2,4 млрд лет назад, толины не существуют из-за окисляющего свойства свободного кислорода, являющегося компонентом земной атмосферы.

## Образование и свойства

Схема образования толинов в атмосфере Титана на высоте ~1000 км.

Теоретическая модель объясняет формирование толинов диссоциацией и ионизацией молекулярного азота и метана энергетичными частицами и солнечным излучением, формированием этилена, этана, ацетилена, цианистого водорода и других маленьких простых молекул и маленьких положительных ионов, дальнейшим формированием бензола и других органических молекул, их полимеризацией и формированием аэрозоля более тяжёлых молекул, которые сгущаются и выносятся на планетарную поверхность.
Толины, сформировавшиеся при низком давлении, склонны содержать атомы азота во внутренней части молекулы, в то время как для толинов, сформировавшихся при высоком давлении, более вероятно местонахождение атомов азота на окончаниях молекулы.
Группой французских учёных были получены около 200 разновидностей толинов в специальных реакторах, симулирующих атмосферу Титана. Пока не до конца понятно, по какому пути вещества строятся. Результат анализа коэффициента изотопов углерода оказался неожиданным. Толины, полученные в лабораторных условиях, не были обогащены лёгкими изотопами, несмотря на сложность самих молекул. Хотя известно, что более лёгкие изотопы химических элементов более охотно вступают в реакции и быстрее строят молекулы.
Толины могут выступать в качестве эффективного экрана от ультрафиолетового излучения, защищая планетарную поверхность, а также, возможно, могут даже формировать аминокислоты на поверхности планеты. В одном из экспериментов проба толинов облучалась мягким рентгеновским излучением, после чего в пробе был обнаружен аденин, являющийся составным элементом ДНК. Для инфракрасного излучения толины практически прозрачны.
В (довольно тривиально) просимулированной среде юпитерианских толинов, полученных в эксперименте Карлом Саганом, был обнаружен 4-кольцовый хризен, a преобладающими для данной смеси являются полициклические ароматические углеводороды с 4 и более бензольными кольцами, реже с меньшим количеством колец. ПАУ в свою очередь являются гораздо более простыми соединениями, нежели толины.
Широкое разнообразие почвенных бактерий в состоянии использовать толины в качестве их единственного источника углерода. Предположительно, толины были первичной микробной едой для гетеротрофных микроорганизмов перед появлением автотрофов. Существуют теоретические расчёты, исходя из которых микробы, возможно существующие на Титане, употребляют в пищу толины, падающие на них с неба.

## Толины за пределами Солнечной системы
Толины были обнаружены в протопланетном диске, окружающем звезду HR 4796 A возрастом 8 миллионов лет, расположенную в 220 световых годах от Земли. Для обнаружения использовалась камера ближней инфракрасной области и многообъектный спектроскоп космического телескопа Хаббл. Полугодом позже, другая группа учёных показала, что довольно близкая спектральная картина, как от толинов, может получаться от мелких пористых частичек из обычных разновидностей космической пыли (аморфные силикаты, аморфное железо и водный лёд), указывая тем самым на то, что наличие сложных органических соединений в диске HR 4796A не является обязательным.